# Acidalia Planitia
L'Acidalia Planitia è una regione pianeggiante della superficie di Marte. Si trova tra la regione vulcanica di Tharsis e l'Arabia Terra a nord delle Valles Marineris, centrata a 49°48′N 20°42′W.
La maggior parte di questa regione si trova nel reticolo geografico di Mare Acidalium, ma una piccola parte è sul reticolo di Ismenius Lacus. La pianura ospita la famosa Cydonia, una regione al confine con un altopiano pesantemente craterizzato.
Alcuni luoghi in Acidalia Planitia mostrano strutture a forma di coni che, secondo alcuni ricercatori, sono dovute alla presenza di vulcani di fango.
La pianura trae il nome da una corrispondente caratteristica di albedo su una mappa di Giovanni Schiaparelli, che mutuò a sua volta il nome dalla mitologica fonte di Acidalia.

## Cultura di massa
Nel romanzo L'uomo di Marte di Andy Weir, e nel suo adattamento cinematografico del 2015, Sopravvissuto - The Martian, questa regione è il sito di atterraggio della missione Ares 3, in cui il protagonista viene abbandonato, erroneamente creduto morto, a seguito di una violenta tempesta di sabbia.